# Oskar Eichberg

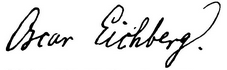
Unterschrift Eichbergs

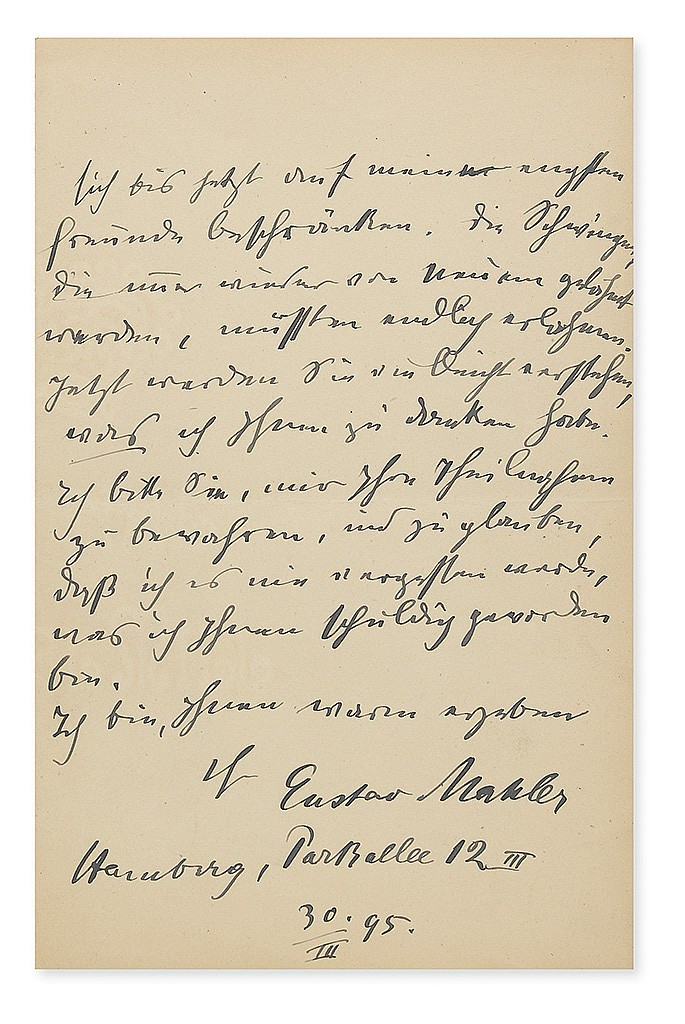
Brief Gustav Mahlers an Oskar Eichberg

Ferdinand Oskar Eichberg (* 21. Januar oder 22. Januar 1845 in Berlin; † 13. Januar 1898 ebenda) war ein deutscher Pianist, Komponist, Redakteur und Autor.

## Leben
Oskar Eichberg, Sohn des Musiklehrers Georg Ferdinand Eichberg und seiner Ehefrau Betty, geborene Cohn, wurde bei Friedrich Kiel und Albert Löschhorn ausgebildet. Er wurde in Giacomo Meyerbeers Tagebuch vom 15. April 1860 als „Klavierspieler“ erwähnt und trat als solcher sowie als Veranstalter von Konzerten öffentlich hervor. In einer Kritik zu einer Soiree, die Eichberg veranstaltet hatte, war 1867 zu lesen: „Herr Eichberg endlich verrieth eine nicht geringe Anlage für die Technik seines Instrumentes, und dürfte auch […] künftig immer mehr auch den strengsten Anforderungen Genüge leisten […]“ Bei dieser Soiree wurde die Sonate für Violine und Klavier Opus 35, Nr. 1 in d-moll von Friedrich Kiel zum ersten Mal öffentlich aufgeführt. 1874 initiierte Eichberg die erste Berliner Aufführung von Franz Liszts Heiliger Elisabeth. Aus dem Brief an Liszt, den er aus diesem Anlass schrieb, geht seine damalige Adresse hervor: Alte Jakobstraße 146.
Eichberg betätigte sich auch als Musikpädagoge und war lange Vorsitzender des Vereins der Musiklehrer und -lehrerinnen zu Berlin. Er war Vorstandsmitglied des Wagner-Vereins und Redakteur beim Berliner Börsen-Courier, für den er Musikkritiken schrieb. Nach einer Aufführung von Auszügen der zweiten Symphonie Gustav Mahlers durch das Berliner Philharmonische Orchester, die von seinen Kritikerkollegen weitgehend negativ beurteilt wurde, war er ein „lone critic“, der Beziehungen zur Neunten Symphonie Beethovens entdeckte. Mahler reagierte mit einem Brief, der tiefe Dankbarkeit für Eichbergs Verständnis ausdrückte.
Eichberg komponierte den Liederzyklus Hafisa nach Texten von Friedrich Martin von Bodenstedt und vertonte Gedichte von Heinrich Heine, Friedrich Rückert und Eduard Mörike. Ferner veröffentlichte er mehrere musikwissenschaftliche Schriften: 1882 publizierte er Parsifal: Einführung in die Dichtungen Wolframs von Eschenbach und Richard Wagners. Nebst einer Zusammenstellung der hauptsächlichsten musikalischen Motive in Wagners Parsifal, 1887 kam seine Arbeit Richard Wagner's Sinfonie in C-Dur heraus. Eine Arbeit über Anton Rubinstein wurde auch von George E. Prince ins Englische übersetzt und unter dem Titel Analytical and Historical Remarks on Anton Rubinstein's Cycle of Seven Pianoforte Recitals 1886 veröffentlicht. Zeitweise war Eichberg auch mit der Herausgabe des Allgemeinen deutschen Musiker-Kalenders betraut, außerdem hatte er als erster die Redaktion der Programmbücher der Konzertdirektion Hermann Wolff inne.

## Verwandtschaft
Ob bzw. wie Oskar Eichberg mit anderen Personen namens Eichberg, die sich im 19. Jahrhundert musikalisch hervortaten, verwandt war, ist offenbar unklar. Laut einem Beitrag auf IMSLP war er wahrscheinlich nicht mit Julius Eichberg verwandt.  In einem Bericht über die Trauerfeier, die nach Eichbergs Ableben vom Verein der Musiklehrer und -lehrerinnen zu Berlin veranstaltet wurde, wird ein Bruder des Verstorbenen namens Richard erwähnt; hierbei dürfte es sich um den Musikpädagogen Richard Johannes Eichberg handeln, der 1855 geboren wurde und 1919 starb.